# Дахэйшань
Гора Дахэйшань (кит. упр. 大黑山, пиньинь Dàhēi Shān, палл. Дахэй шань) расположена в районе Цзиньчжоу в окрестностях города Далянь в провинции Ляонин в Китае. Высота составляет 663 м над уровнем моря. Гора принадлежит к системе гор Цяньшань, которые являются ответвлением плоскогорья Чанбайшань. Горы Цяньшань названы так в честь горы Цянь в окрестностях города Аньшаня.
Гора Дахэйшань является самой высокой горой в южной части Ляодунского полуострова.